# Giuseppe Ferlendis
Giuseppe Ferlendis est un compositeur et hautboïste italien né en 1755 à Bergame et mort en 1810 à Lisbonne.

## Biographie
Giuseppe Ferlendis naît en 1755 à Bergame.
À l'âge de vingt ans, Giuseppe Ferlendis s'installe à Salzbourg où il occupe d'avril 1777 à juin 1778 un emploi de premier hautbois dans l'orchestre de la chapelle de cour du prince-archevêque de Salzbourg, avec une allocation annuelle de 540 florins (plus élevée que celle de son collègue Mozart qui est de 500 florins). Il est dédicataire et créateur en septembre 1777 du concerto pour hautbois KV 314 de Wolfgang Amadeus Mozart. Selon François-Joseph Fétis, l'orchestre de cour comprend le cor anglais, instrument ancien au mécanisme inadapté. Ferlendis apporte des modifications substantielles à l'instrument, permettant ainsi son utilisation dans le répertoire classique. 
Durant les années suivantes, il réside à Brescia, Venise, Londres et Lisbonne. En 1795, il est actif à Londres où il dédie le dernier concerto pour hautbois qu'il compose à Haydn.
Ses fils Gerardo, Antonio et Faustino et son frère Pietro sont également hautboïstes. 
Il meurt à Lisbonne en 1810.

## Œuvres
- Concerto n°1 en fa majeur (c. 1777)
- Plusieurs concertos pour hautbois
- Sonates pour hautbois
- 6 sonates en trio pour hautbois, flûte et basson
- 12 divertimenti pour 2 clarinettes